# Nathan Grey
Pour les articles homonymes, voir Grey.
Pas d'image ? Cliquez ici

a Compétitions nationales et continentales officielles uniquement.

b Matchs officiels uniquement.
Dernière mise à jour le 23 novembre 2021.
Nathan Patrick Grey, né le 31 mars 1975 à Gosford (Australie), est un joueur de rugby à XV qui a joué avec l'équipe d'Australie et les New South Wales Waratahs au poste de trois-quarts centre (1,83  m et pèse 98  kg).  

## Carrière

### En club et province
- New South Wales Waratahs

Il a effectué dix matchs de Super 12 en 2004 et treize en 2005, pour sa dernière saison en Super 12.
Avec 85 matchs disputés avec les Waratahs, c’est le deuxième joueur le plus capé de la franchise. 
Avec 94 sélections avec la province de New South Wales, c’est le troisième joueur le plus capé de cette province.

### En équipe nationale
Il a eu sa première sélection le 20 juin 1998 contre l'équipe d'Écosse et la dernière contre l'équipe de Nouvelle-Zélande, le 15 novembre 2003.
Grey a disputé cinq matchs de la Coupe du monde 1999, un comme titulaire.
Il a disputé deux matchs de la Coupe du monde 2003, un comme titulaire.

## Palmarès

### En club et province
- 94 sélections avec la province de New South Wales
- 85 matchs de Super 12 avec les Waratahs

### En équipe nationale
- Vainqueur de la Coupe du monde 1999
- Nombre de matchs avec l'Australie :  35
- Sélections par année : 6 en 1998, 12 en 1999, 2 en 2000, 10 en 2001 et 5 en 2003